# بطولة مجلس التعاون العربي الأولى
بطولة مجلس التعاون العربي الأولى  هي بطولة عربية خاصة بمحلس التعاون العربي الذي تم تأسيسه في 16 شباط من العام 1989 في بغداد والذي ضم في عضويته جمهورية العراق والمملكة الأردنية الهاشمية وجمهورية مصر العربية والجمهورية العربية اليمنية (اليمن الشمالي). 
أقيمت النسخة الأولى من البطولة في شهر حزيران من عام 1989 في العاصمة الأردنية عمان حيث كان هنالك يوجد مقر مجلس التعاون العربي وبمشاركة أربعة أندية وهي نادي الزوراء ممثلا عن جمهورية العراق ونادي الفيصلي ممثلا عن المملكة الأردنية الهاشمية ونادي الأهلي المصري الرديف ممثلا عن جمهورية مصر العربية ونادي أهلي صنعاء واختتمت البطولة بفوز نادي الزوراء العراقي بلقب البطولة بفارق الأهداف عن الاهلي المصري الذي حل ثانيا بينما حل نادي الفيصلي الأردني مستضيف هذه البطولة بالمركز الثالث واحتل نادي أهلي صنعاء المركز الأخير وكانت الزوراء يومها بقيادة المدرب فلاح حسن.